# La ragazza di Trieste (film 1982)
La ragazza di Trieste è un film del 1982 diretto da Pasquale Festa Campanile.
Il soggetto è tratto dall'omonimo romanzo dello stesso regista.

## Trama
Dino Romani è un disegnatore di fumetti e abita nelle vicinanze di Trieste. Un giorno, mentre si trova sulla spiaggia, assiste al salvataggio di una ragazza, Nicole, dall'annegamento. Tra i due comincia una relazione che si ripete occasionalmente, con la giovane che spesso scompare inspiegabilmente per lunghi periodi. In Nicole c'è qualcosa di strano, ma Dino non riesce a capire di cosa si tratti. Nicole racconta infatti bugie mirate a nascondere il proprio segreto: soffre di gravi problemi psichici. La ragazza è affetta da schizofrenia,  malattia che sta cancellando la sua identità. Nicole assume dei comportamenti spregiudicati, delle vere e proprie valvole di sfogo che allontanano il pensiero della malattia e che le servono per riaffermare il proprio io facendo uso della sua sfolgorante bellezza. Queste reazioni "difensive"  la portano spesso ad assumere atteggiamenti esibizionistici, che sfociano a volte in pratiche sessuali. Oltre al trauma e al fardello della malattia, Nicole si trova a fronteggiare una insicurezza emotiva di fondo che prova temporaneamente a risolvere con questi atti nel tentativo di trovare l'affetto degli altri, e a cambiare improvvisamente umore senza apparente motivo.
La convinzione che l'espressione del proprio disagio precluderebbe la possibilità di una relazione duratura con Dino, di cui è molto innamorata, la induce ad allontanarsi da lui.
Casualmente però Dino viene a scoprire la verità e i motivi che avevano spinto la ragazza ad allontanarsi: dopo un momento di paura, decide di dare una svolta alla sua vita sentimentalmente frivola, imbarcandosi con sacrificio nella relazione con Nicole.
La ragazza, profondamente commossa, sembra abbandonare la propria sofferta condizione. I due fanno un viaggio a Parigi, che pare il preludio a una definitiva e insperata serenità. Tuttavia Nicole ricomincia presto a manifestare i propri problemi, lasciandosi andare a incontri occasionali e diventando scontrosa e intrattabile, salvo rari momenti di lucidità.
Rientrati in Italia, un giorno, mentre Dino è intento a disegnare sulla spiaggia, Nicole entra in acqua, avanzando fino a immergersi del tutto e non riemergere più, sotto gli occhi di Dino.